# إلغاء التجريم

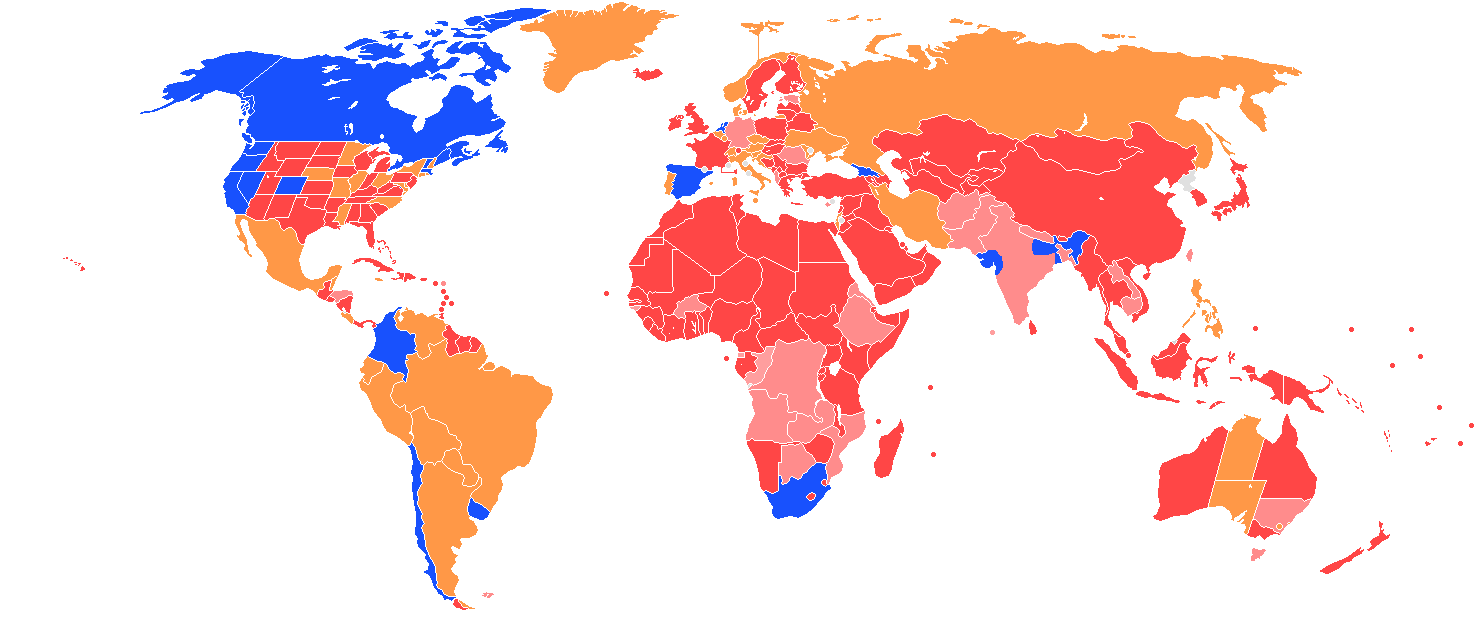
دول العالم حسب تجريم القنب

إن إلغاء التجريم أو عدم التجريم هو إعادة النظر في قانون متعلق بأفعال أو جوانب معينة بحيث لم يعد يعتبر جريمة، بما في ذلك إزالة العقوبات الجنائية المتعلقة بها. يتم تطبيق هذا الإصلاح في بعض الأحيان بأثر رجعي ولكن بخلاف ذلك يدخل حيز التنفيذ إما من خلال سن القانون أو من تاريخ محدد. في بعض الحالات، قد تظل التصاريح أو الغرامات المنظمة سارية وقد تظل الجوانب المرتبطة بالعمل الإجرامي الأصلي أو تصبح مصنفة على وجه التحديد كجرائم. صاغ المصطلح جينيفر جيمس عالمة الأنثروبولوجيا للتعبير عن <<أهداف حركات العاملات في مجال الجنس بإلغاء القوانين المستخدمة لاستهداف البغايا>>، على الرغم من أنه يتم الآن تطبيقه بشكل شائع على سياسات المخدرات. وعكس الكلمة هي التجريم.
يعكس عدم التجريم وجهات النظر الاجتماعية والأخلاقية المتغيرة. قد يتوصل المجتمع إلى وجهة نظر مفادها أن الفعل ليس سيئاُ ولا يجب تجريمه بعد الآن، أو أنه ليس من الأمور التي يجب أن يعالجها نظام العدالة الجنائية. تشمل الأمثلة على الموضوعات التي خضعت لتغيير وجهات النظر حول التجريم بمرور الوقت في مجتمعات ودول مختلفة ما يلي:
- إجهاض
- الرضاعة الطبيعية في الأماكن العامة
- حيازة وتعاطي المخدرات
- الموت الرحيم
- القمار
- المثلية الجنسية
- تعدد الزوجات[2]
- دعارة
- التعري
- التأثير المولد للطاقة للستيرويدات الابتنائية
- انتحار

في دولة اتحادية، قد يتم إلغاء تجريم الأفعال من قبل مستوى حكومي واحد بينما لا يزال خاضعًا للعقوبات المفروضة من قبل مستوى آخرعلى سبيل المثال ، قد تظل حيازة عقار غير مجرم خاضعًا لتهم جنائية من قبل مستوى حكومي، لكن قد يفرض مستوى آخر غرامة مالية.يتناقض هذا مع التقنين، الذي يزيل كل أو معظم الأضرار القانونية من فعل غير قانوني سابقًا. كما لوحظ أنه في حين تم إلغاء تجريم بعض الأفعال مثل المثلية الجنسية والزنا، فقد زاد تجريم البعض الآخر مثل سفاح القربى. 